# Université de Soongsil (métro de Séoul)
Université de Soongsil (숭실대입구역) est une station de la ligne 7 du métro de Séoul. Elle est située dans l'arrondissement de Dongjak-gu à Séoul.
Ouverte en 2000, la station porte le nom de l'établissement d'enseignement adjacent, l'université Soongsil qu'elle dessert.

## Situation sur le réseau
Établie en souterrain, la station Université de Soongsil de la ligne 7 du métro de Séoul, est située entre la station Namseong, en direction de la station terminus nord Jangam, et la station Sangdo, en direction de la station terminus sud-ouest Onsu.

## Histoire
La station est mise en service le 1er août 2000, lors de l'ouverture du tronçon de Université de Soongsil à Sinpung qui achève la partie centrale de la ligne 7.
Depuis 2017, la gestion de la ligne 7 est faite par Métro de Séoul, qui a repris l'exploitation des lignes 1 à 8 lors de la fusion des anciennes sociétés.

## Services aux voyageurs

### Accès et accueil
Elle possède deux ascenseurs. Il y a plusieurs commerces aux différents niveaux de la station. Il y a quatre entrées disposées aux coins de l'intersection du boulevard Sang et de la rue Sadang. 

### Desserte

Installations et desserte
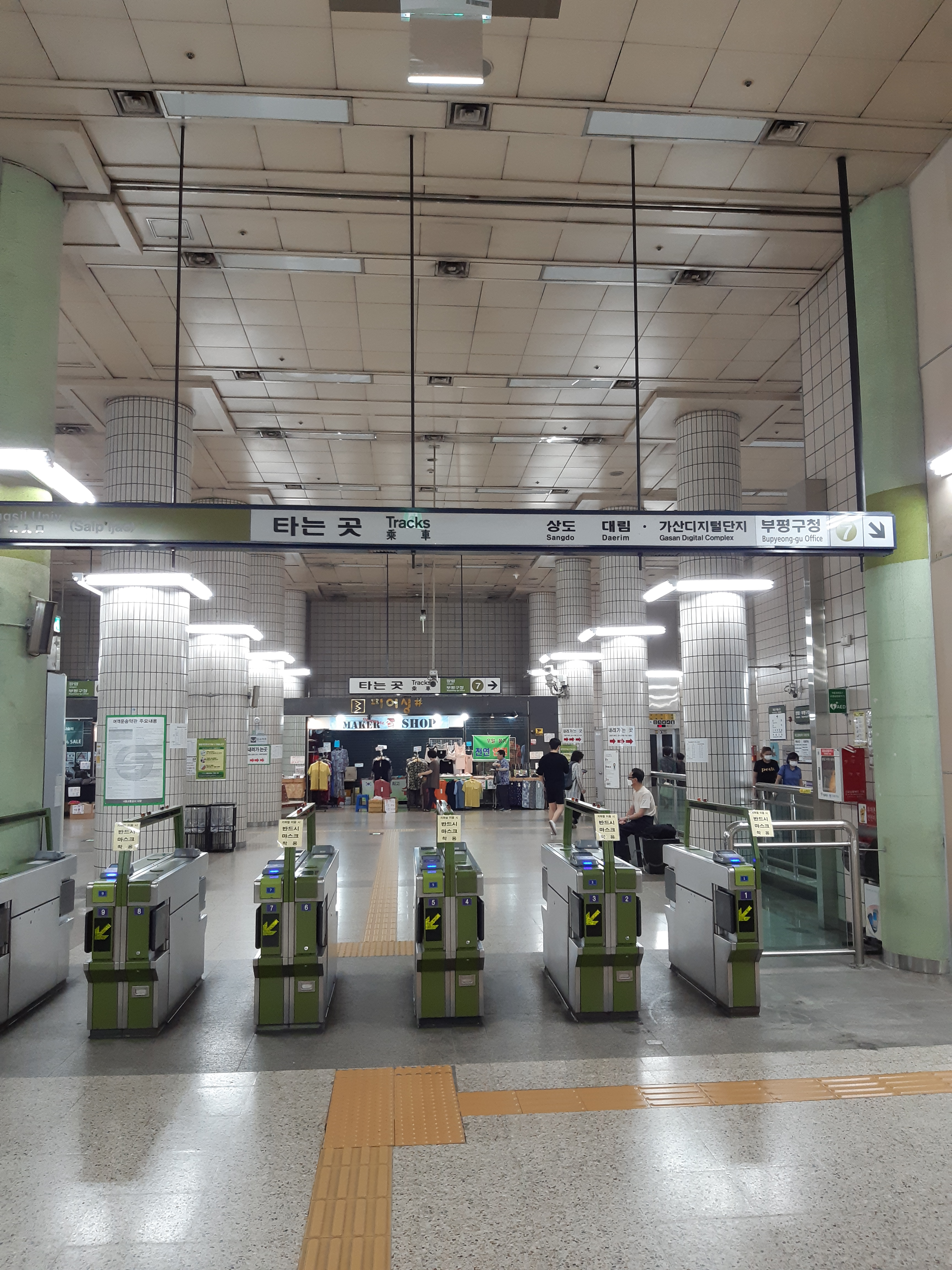
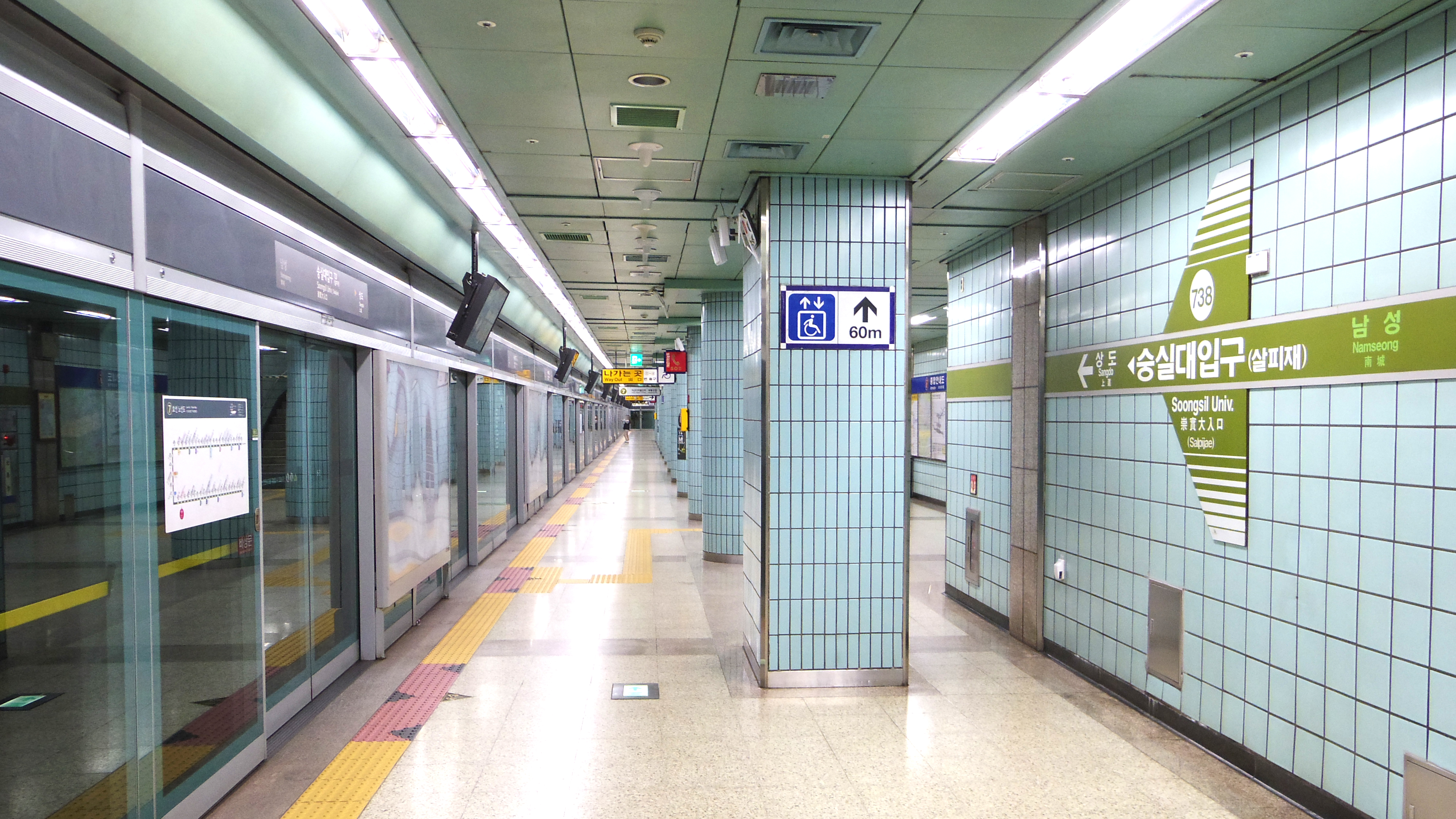
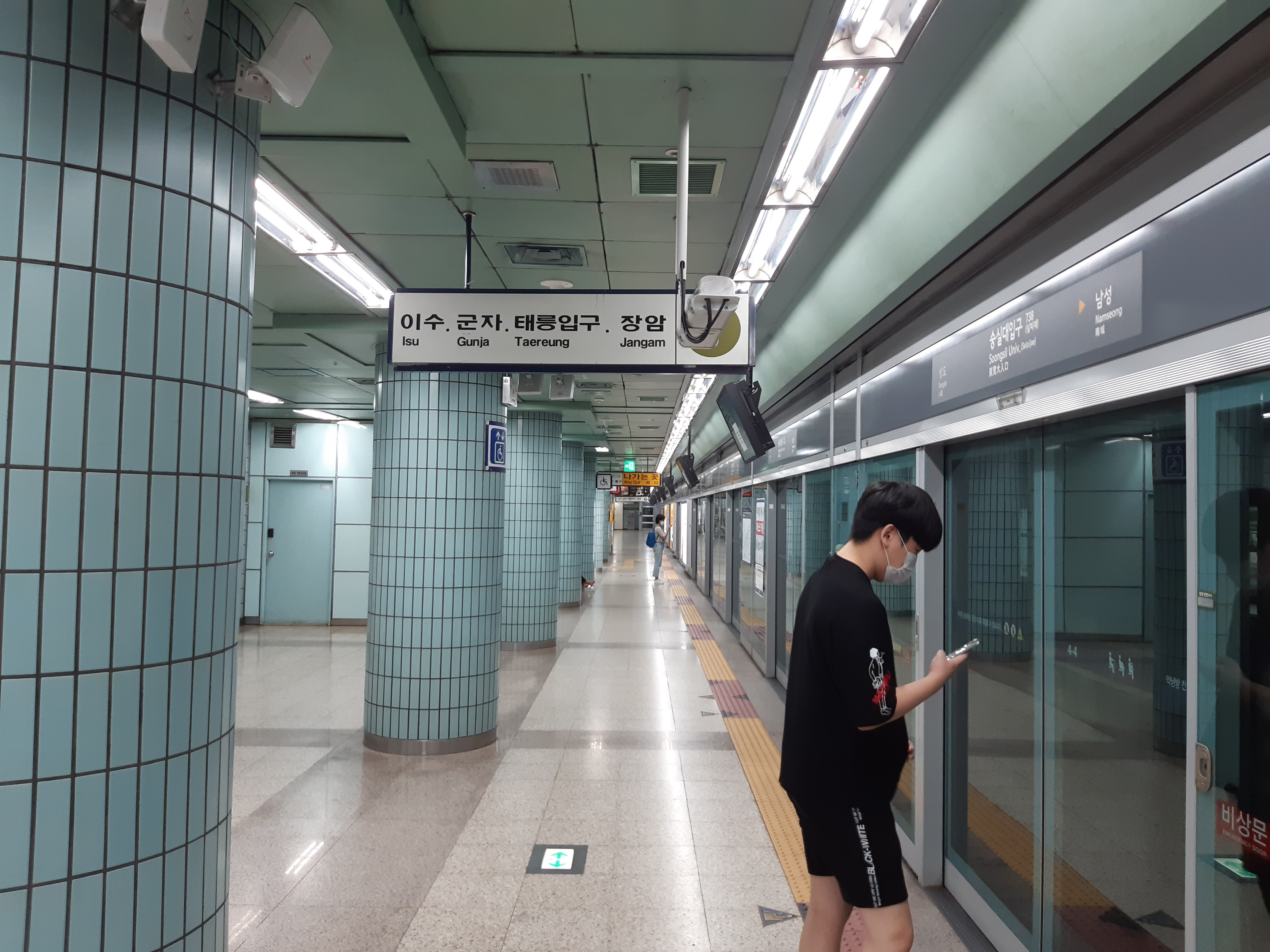

## À proximité
- Université Soongsil